# Escola das Artes
A Escola das Artes é uma entidade de Ensino Superior Privado Universitário integrada na Universidade Católica Portuguesa. Está sediada no Porto e oferece diferentes graus em educação artística.
Nasceu em 1997 com a finalidade de promover o ensino artístico na área do audiovisual e dos novos media. Desde então, tem-se afirmado entre as escolas artísticas do universo universitário português, posicionando-se na vanguarda da utilização das tecnologias digitais. Concentrando-se na articulação do ensino com a produção artística e a investigação, desenvolve investigação não unicamente dum ponto de vista “paper-based-research”, mas também enquanto produção artística, tecnológica e discursiva, estimulando a exploração e divulgação de diferentes linguagens artísticas.
O projeto pedagógico e científico da Escola das Artes reside na exploração das diferentes dinâmicas que caracterizam o mundo contemporâneo através da programação de um conjunto de iniciativas artísticas e culturais. Tem proposto nos últimos anos uma programação expositiva continuada , que inclui residências artísticas  nacionais e internacionais, bem como um ciclo de aulas abertas e diversas masterclasses.

## Oferta formativa

### Licenciatura
- Conservação e Restauro
- Som e Imagem

### Mestrado
- Cinema
- Som e Imagem (especializações em Animação por Computador; New Media Art; Design de Som)
- Fotografia
- Conservação e Restauro de Bens Culturais
- Gestão de Indústrias Criativas
- Ensino de Música

### Doutoramento
- Ciência, Tecnologia e Arte
- Conservação e Restauro de Bens Culturais
- Estudos de Património

### Pós-Graduação
- Curadoria
- Estudo e Documentação de Arte Contemporânea
- Mercados e Coleções de Arte
- Música Sacra